# Durindana

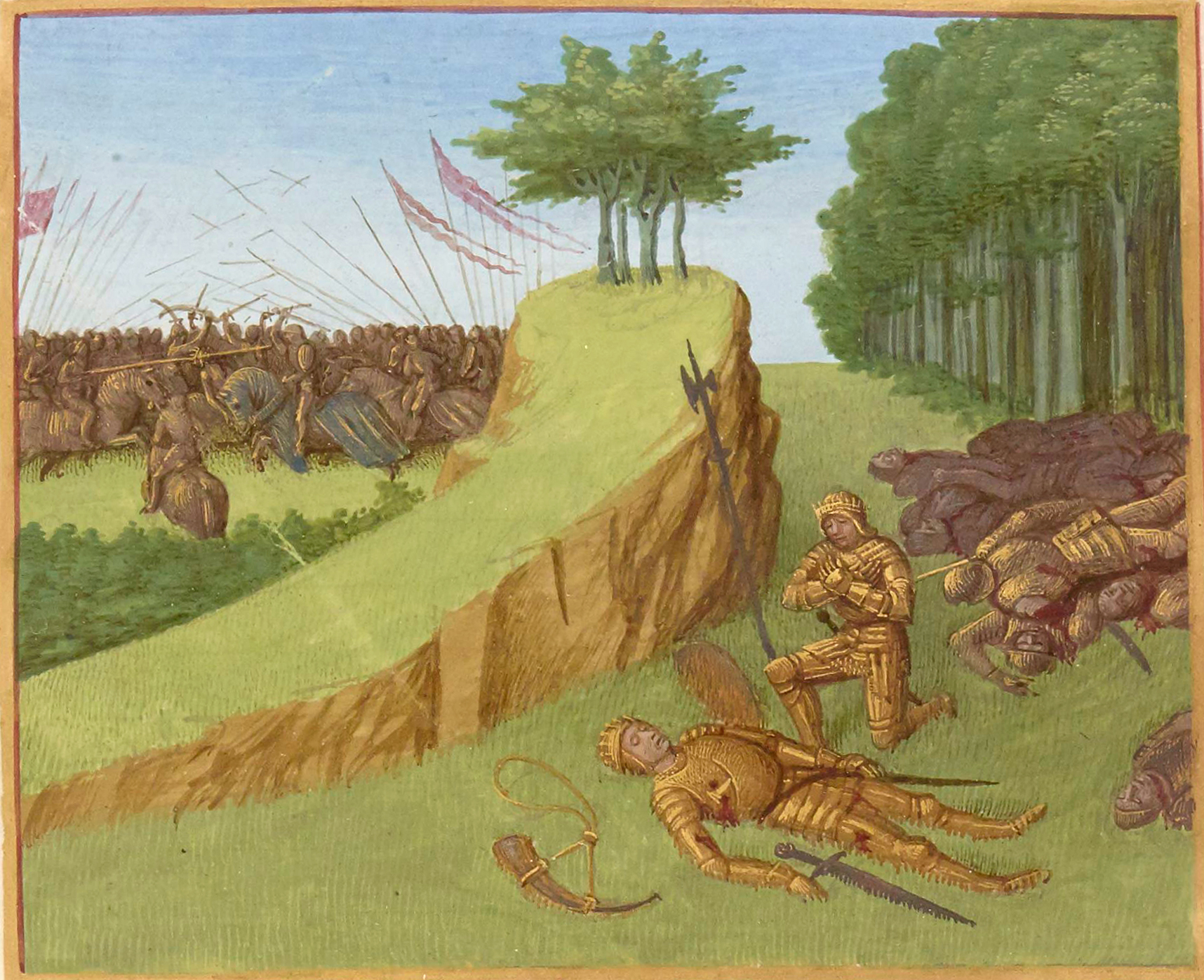
A morte de Rolando: a seu lado, a Durindana e o Olifante.

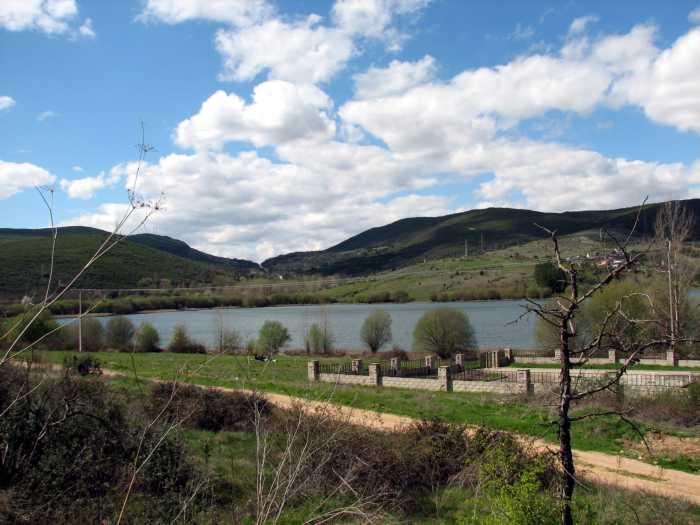
Lago de Carucedo, Espanha.

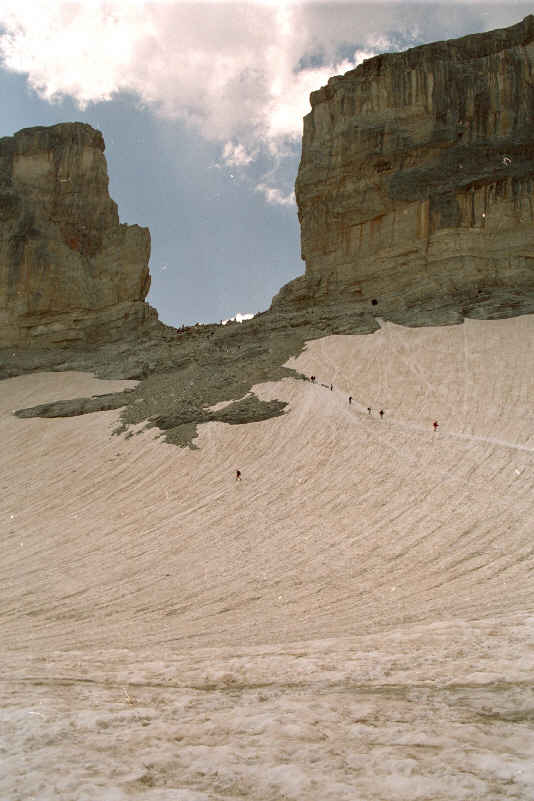
A Brecha de Rolando, nos Pirenéus.

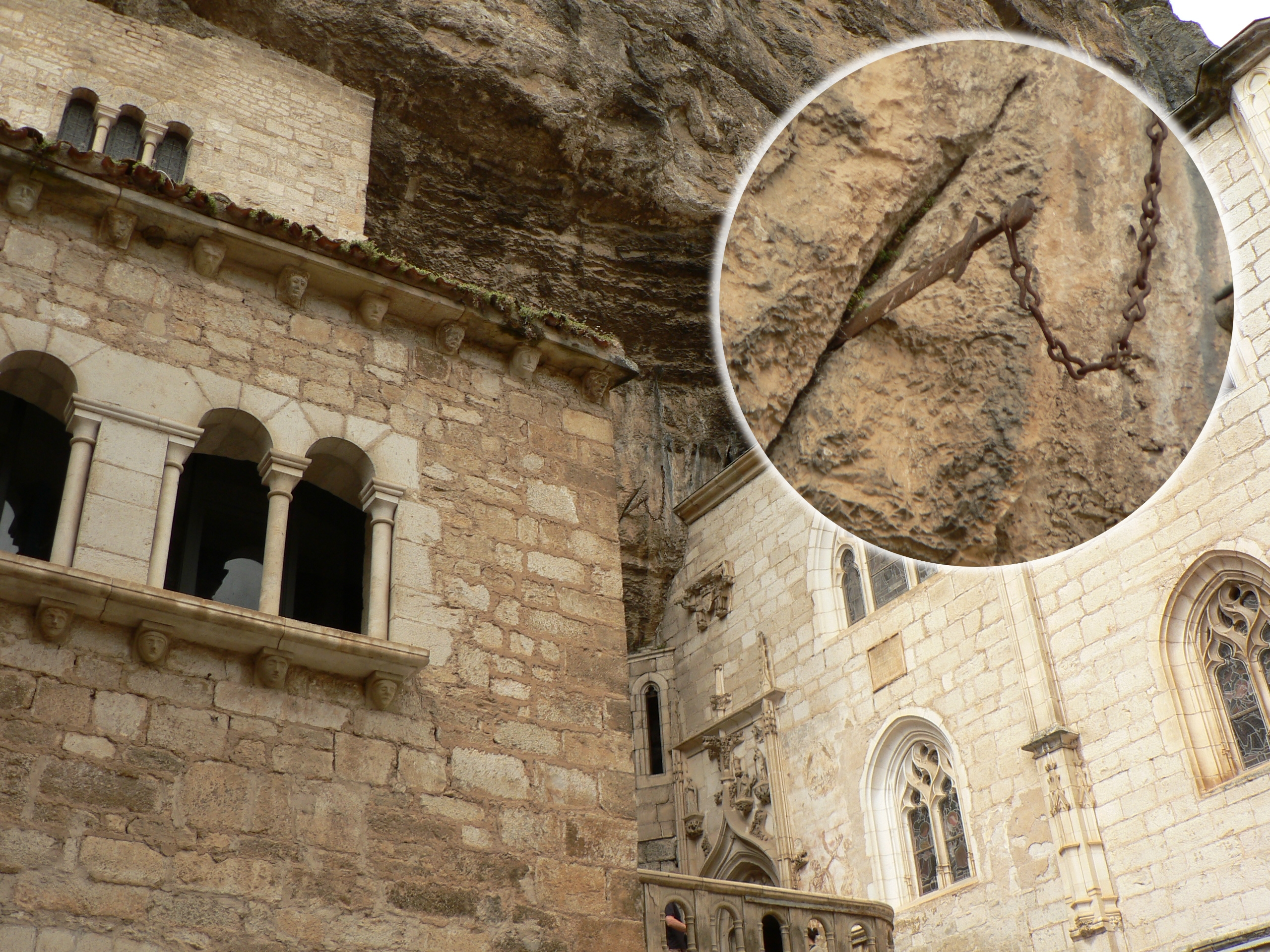
Alegado fragmento da Durindana em Rocamadour, na França.

Durindana, referida em língua francesa como Durandal, em língua inglesa como Durendal ou Durandal, em língua italiana como Durlindana, em língua castelhana como Durandal ou Durandarte, e ainda como Duranda ou Durindart, é uma espada mitológica. A sua virtude era ser inquebrável, e possivelmente o seu nome deriva do verbo francês "durer" ("durar").

## Literatura
Como descrito em várias obras da chamada Matéria de França, Durindana é a espada do conde Rolando (em italiano, Orlando), recebida de Carlos Magno quando de sua investidura como cavaleiro, aos dezessete anos de idade. De acordo com o poema Orlando Furioso de Ludovico Ariosto, ela pertencera outrora a Heitor de Troia, e tinha sido dada a Rolando por Malagigi (Maugris).
No poema épico A Canção de Rolando, afirma-se que a espada contém, em seu punho de ouro, um dente de São Pedro, sangue de São Basílio, um fio de cabelo de São Denis e um fio da capa da Virgem Maria. No poema, ao perder o seu cavalo, Vigilante ("Veillantif"), e perceber que está ferido de morte numa emboscada dos sarracenos, Rolando tenta destruir a espada para impedir que ela seja capturada. Como a espada prova-se indestrutível, Rolando esconde-a então sob seu corpo, junto com o olifante, o instrumento usado para alertar Carlos Magno.
Também existe um personagem da literatura castelhana que personifica a espada. O personagem, chamado Durandarte, está presente nos poemas do "Romancero Viejo" e é famoso por sua relação com Belerma.

## Lendas
Existem várias tradições do folclore ligadas ao episódio. Nos Pireneus, na fronteira entre a Espanha e a França há um enorme estreito chamado "Brecha de Rolando" (La Brèche de Roland) que, segundo a lenda, foi aberto por Rolando ao golpear a montanha com a Durindana. Outras lendas pretendem que, ao não conseguir quebrar a espada nas rochas, Rolando acabou por jogá-la no fundo de um rio envenenado. O nome do rio de la Espada, perto de Toledo, recorda essa passagem. Em El Bierzo existe a lenda de que a espada de Rolando encontra-se no fundo do lago de Carucedo, próximo às minas romanas de Las Médulas. Na França, pretende-se que a espada ainda existe, cravada num rochedo em Rocamadour, na Occitânia. Na Dinamarca, conta-se que uma inscrição na espada do herói lendário Holger Danske dizia: "O meu nome é Cortana, do mesmo aço e têmpera de Joiosa e Durindana".